# I Got Love
I Got Love is een nummer van de Amerikaanse R&B-zanger Nate Dogg uit 2001. Het is de eerste single van zijn tweede studioalbum Music and Me. In 2018 maakte de Nederlandse dj Don Diablo een remix van het nummer.
Het nummer bevat een sample uit I Believe to My Soul van Ray Charles, vandaar dat de soullegende ook vermeld staat op de credits. De originele versie van "I Got Love" van Nate Dogg werd nergens een hit, maar behaalde wel de 45e positie in de Amerikaanse hiphoplijst. Don Diablo scoorde met zijn remix een kleine hit in Nederland, met een 12e positie in de Tipparade. Ook in Vlaanderen reikte de remix tot de tipparade.